# Wilhelm von Leeb
Wilhelm Ritter von Leeb (5 tháng 9 năm 1876 – 29 tháng 4 năm 1956) là một trong những thống chế Đức Quốc xã trong Chiến tranh thế giới thứ hai, tư lệnh cụm tập đoàn quân C đánh Pháp và tư lệnh Cụm Tập đoàn quân Bắc bao vây Leningrad trong chiến dịch Barbarossa. Vì thất bại tại Leningrad, ông bị Hitler tước quyền chỉ huy và không còn được trọng dụng nữa, bị tòa án Nürnberg tuyên án 3 năm tù nhưng được trả tự do ngay sau phiên xử vì ông đã bị tạm giam quá thời hạn của bản án mà tòa án đã tuyên.

## Cuộc đời

### Tuổi trẻ
Ông sinh tại Landsberg am Lech, Bayern với tên Wilhelm Leeb, gia nhập quân đội bang Bayern năm 1895 với quân hàm hạ sĩ quan. Với cấp hàm trung úy pháo binh, Leeb đã từng đến Đại Thanh đế quốc trong cuộc trấn áp phong trào Nghĩa Hòa Đoàn của liên quân tám nước. Sau đó, ông học tại học viện Chiến tranh của Bayern trong 2 năm (1907 - 1909) và phục vụ trong bộ tham mưu tại Berlin (1909 - 1911). Sau khi được phong hàm đại úy, Leeb tham gia chỉ huy một khẩu đội pháo thuộc Trung đoàn Pháo dã chiến số 10 Bavaria tại Erlangen (1912 - 1913).

### Chiến tranh thế giới thứ nhất
Khi Chiến tranh thế giới thứ nhất bùng nổ, Leeb là thành viên Bộ tham mưu Quân đoàn I Bavaria, sau đó là trong sư đoàn bộ binh Bavaria số 11. Sau khi được phong hàm thiếu tá, Leeb được điều đến Mặt trận phía Đông vào mùa hè năm 1916. Nhờ những thành tích trong việc chiếm pháo đài Przemysl trong chiến dịch Gorlice-Tarnow và vượt sông Danube trong chiến dịch Serbia năm 1915, Leeb nhận được Chữ thập Hiệp sĩ của Huân chương Max Joseph. Đây là huân chương tương đương với huân chương Pour le Mérite của vương quốc Phổ. Nhờ huân chương này, ngày 21 tháng 6 năm 1916, ông được đưa lên địa vị quý tộc với việc thêm tước hiệu "Ritter" ("hiệp sĩ") vào tên của mình.
Từ tháng 5 năm 1917 cho đến khi chiến tranh kết thúc, ông được điều đến Mặt trận phía Tây và được bổ nhiệm làm tham mưu cho Thái tử Rupprecht xứ Bavaria.

### Giữa hai cuộc thế chiến
Sau chiến tranh, Leeb vẫn tiếp tục ở lại trong quân đội của nền cộng hòa Weimar, Reichswehr. Sau khi đảm nhận nhiều chức vụ lần lượt ở Bộ quốc phòng, Sĩ quan tham mưu tại quân khu II (Stettin) và VII (Munich, bao gồm cả vùng Bavaria). Năm 1929, ông được phong quân hàm trung tướng. Trong suốt thập niên 30, Leeb làm chỉ huy quân khu VII và sư đoàn 7.
Sau khi Adolf Hitler lên nắm quyền, Leeb không còn được trọng dụng nhiều do ông có tư tưởng chống Quốc xã và là người theo Công giáo. Tuy nhiên, vào tháng 1 năm 1934, ông được phong quân hàm đại tướng pháo binh. Một năm sau, ông xuất bản sách mang tên "Die Abwehr", một quyển sách viết về chiến thuật phòng thủ, ngược quan điểm với cuốn "Blitzkrieg" (Chiến tranh sấm sét) đang rất thịnh hành vào thời điểm đó.
Sau cuộc khủng hoảng Blomberg-Fritsch, Leeb bị cho về hưu sau khi được phong quân hàm thượng tướng. Tuy nhiên đến tháng 7 năm 1938, khi sự kiện Sudetenland nổ ra, Leeb được gọi lại chỉ huy Tập đoàn quân số 12 (12. Armee) chiếm Sudetenland. Nhưng ngay lập tức sau đó, ông lại tiếp tục bị cho về hưu.

### Chiến tranh thế giới thứ hai

#### Trận chiến nước Pháp
Mùa hè 1939, Leeb lại được gọi trở lại lần hai và được giao nắm quyền cụm Tập đoàn quân C đóng tại biên giới Pháp-Đức, dọc theo sông Rhine và phòng tuyến Maginot. Ở tuổi 62, Leeb cùng với Gerd von Rundstedt là những sĩ quan già nhất quân đội Đức.
Trước Trận chiến nước Pháp, Leeb đã tỏ ra không những nghi ngờ thắng lợi mà còn chống đối việc tấn công qua Bỉ và Hà Lan vì lý do đạo lý. Đích thân ông soạn một bản ghi nhớ dài gửi đến tư lệnh lục quân Đức Walther von Brauchitsch và các tướng lĩnh khác rằng cả thế giới sẽ chống lại Đức:
| “ | ...vì lần thứ hai trong vòng 25 năm tấn công nước Bỉ trung lập ! Chỉ mới vài tuần chính phủ Đức đã long trọng đảm bảo, cam kết duy trì và tôn trọng nền trung lập này ! | ” |
|   | |   |

Khi Đức tấn công Pháp, tập đoàn quân C của Leeb gồm 18 sư đoàn đã mở cuộc tấn công vượt qua phòng tuyến Maginot. Sau thắng lợi, ông được phong hàm thống chế (Generalfeldmarschall) vào tháng 7 năm 1940, và tặng thưởng huân chương Chữ thập Hiệp sĩ của Thập tự Sắt.

#### Chiến dịch Barbarossa và trận Leningrad
Để chuẩn bị cho cuộc tấn công Liên Xô, tập đoàn quân của Leeb đã được điều từ Pháp đến Dresden. Mùa xuân năm 1941, ông được giao nhiệm vụ chỉ huy Cụm tập đoàn quân Bắc. Trong chiến dịch Barbarossa, Cụm tập đoàn quân Bắc phụ trách hướng tấn công vào Tây Bắc Liên Xô với nhiệm vụ hợp vây các đơn vị thuộc Quân khu Pribaltic của Hồng quân Liên Xô, tấn công dọc theo bờ biển Baltic hướng về Leningrad, bao vây và đánh chiếm thành phố này. Chỉ 3 tuần sau, Cụm Tập đoàn quân Bắc gồm 21 sư đoàn bộ binh và 6 sư đoàn thiết giáp đã tiến nhanh qua các nước vùng Baltic hướng đến thành phố Leningrad. Ngày 15 tháng 9, von Leeb điều tập đoàn quân thiết giáp số 4 của tướng Erich Hoepner đến yểm trợ Cụm Tập đoàn quân Trung tâm đánh chiếm Moskva.
Từ ngày 16 tháng 10 đến ngày 8 tháng 11, Tập đoàn quân 16 của Đức tấn công đánh chiếm Tikhvin, tiến sát thành phố Volkhov, cắt đứt đường sắt Moskva - Leningrad và chỉ bị chặn lại trước tuyến phòng ngự do đại tướng Liên Xô Kirill Afanasievich Meretskov chỉ huy. Vận dụng chiến thuật phòng thủ chủ động và liên tục phản công, Meretskov đã làm quân Đức sa lầy và đến ngày 10 tháng 12 năm 1941 thì Hồng quân do ông chỉ huy đã chiếm lại được Tikhvin. Đến ngày 30 tháng 12, Meretskov đã đẩy được đội quân của Leeb về vị trí trước khi tấn công Tikhvin, theo nhà Sử học David Glantz thì đây là lần đầu tiên trong Chiến tranh thế giới thứ hai ý tưởng về chiến tranh chớp nhoáng (blitzkrieg) của người Đức bị thất bại. Trận Tikhvin còn có ý nghĩa quan trọng trong việc phòng thủ Moskva khi thay vì gửi quân đội đến thủ đô Liên bang Xô viết, Cụm tập đoàn quân Bắc của Đức Quốc xã đã phải bố trí lại ở hướng Leningrad cùng với nhiều đơn vị khác ban đầu cũng được người Đức dự định dành cho mặt trận Moskva. Quân Đức mất 45.000 người trong trận này.
Khi von Leeb thất bại trong việc chiếm Leningrad, Hitler đã chỉ trích ông: "Leeb quá tỉ mỉ trong kế hoạch phòng thủ của mình ở khu vực tây bắc và muốn tiến vào Moscow nên đã không thể chiếm Leningrad như tôi muốn. Ông ấy rõ ràng là đã quá già yếu, quá thiếu nhuệ khí và là một tín đồ Công giáo nên chỉ muốn cầu nguyện chứ không thích chiến đấu."
Vì những bất đồng với Hitler xung quanh vấn đề trận tuyến phòng thủ cuộc phản công của Hồng quân, ông bị mất chức Tư lệnh Cụm tập đoàn quân Bắc vào ngày 18 tháng 1 năm 1942 và từ đó không còn được Hitler trọng dụng nữa.

### Mối liên hệ giữa Leeb và chế độ Quốc xã
Thái độ của Leeb đối với chế độ Quốc xã là mâu thuẫn. Mặc dù không hài lòng với chế độ độc tài của Hitler, ông cũng đồng ý nhận món quà sinh nhật 250.000 Reichsmarks của Quốc trưởng trong dịp sinh nhật lần thứ 65 vào năm 1941. Năm 1944, von Leeb đã cho phép chế độ Quốc xã sử dụng hình ảnh mình phục vụ cho tuyên truyền và được tặng một bất động sản lớn tại Baravia trị giá 638.000 Reichsmarks. Sau khi kế hoạch ám sát Hitler ngày 20 tháng 7 thất bại, von Leeb đã gửi lời khẳng định sự trung thành của mình tới Quốc trưởng, mặc dù việc này được ông bào chữa là để nhằm cứu mạng sống bản thân và gia đình.

### Những ngày cuối đời
Tháng 5 năm 1945, Leeb bị người Mỹ bắt giữ. Ông bị đưa ra xét xử tại Tòa án Nürnberg vào năm 1948, bị tuyên 3 năm tù giam nhưng được trả tự do ngay sau phiên tòa vì đã bị giam quá thời gian này. Ông sống những ngày cuối đời yên tĩnh cùng gia đình tại Füssen và mất vào năm 1956. Leeb còn một người em trai nữa là Thượng tướng Pháo binh Emil Leeb (1881-1969).
Năm 1965, lực lượng vũ trang Tây Đức đã đặt tên một trại lính tại Landsberg am Lech là Ritter von Leeb-Kaserne.

## Khen thưởng
- Thập tự Sắt (1914) Hạng II và I.
- Huân chương Max Joseph, 2 tháng 5 năm 1915
- Chữ thập Hiệp sĩ của Thập tự sắt, 24 tháng 6 năm 1940

## Cấp hàm
- Fahnenjunker - 1 tháng 12 năm 1895
- Fähnrich - 18 tháng 1, 1896
- Leutnant - 3 tháng 3 năm 1897
- Oberleutnant - 13 tháng 5 năm 1905
- Hauptmann - 7 tháng 3 năm 1912
- Major - 19 tháng 5 năm 1916
- Oberstleutnant - 28 tháng 12 năm 1920
- Oberst - 1 tháng 2 năm 1925
- Generalmajor - 1 tháng 2 năm 1929
- Generalleutnant - 1 tháng 12 năm 1929
- General der Artillerie - 1 tháng 1 năm 1934
- Generaloberst tạm thời - 28 tháng 2 năm 1938
- Generaloberst - 1 tháng 11 năm 1939
- Generalfeldmarschall - 19 tháng 7 năm 1940